# Hypocnemis rondoni
El hormiguero del Manicoré u hormiguero de Rondon (Hypocnemis rondoni), es una especie de ave paseriforme descrita en 2013 para la ciencia, de la familia Thamnophilidae perteneciente al género Hypocnemis. Es endémico de una pequeña región en la Amazonia brasileña.

## Descripción
Mide 11,3 cm de largo y pesa 12,5 g. La corona es negruzca directamente desde la base del pico, volviéndose blanquecina a ambos lados al mezclarse con los loruns blanquecinos, con una banda central pálida cuya apariencia puede variar para un estriado-punteado centralizado, dependiendo del arreglo de las plumas. Lista superciliar blanquecina contrastante con la corona y prominente faja negruzca desde el lorum posterior a través de los ojos; auriculares similarmente blancuzcos y definidos a lo largo del borde inferior por un estriado malar uniformemente negruzco. La región de la nuca es negruzca irregularmente manchada de blanco. El manto y las plumas del dorso son negruzcas con márgenes próximos blancuzcos y distales pardo oliváceos produciendo un efecto de rayado irregular; las escapulares son pardo oliva más puro. La parte baja del dorso es pardo amarillento oscuro sin negro, contrastando con el manto, volviéndose más pálido y ligeramente oxidado a través de la rabadilla. Las rectrices son esencialmente del mismo color del bajo dorso. La cola es débilmente graduada, cada rectriz marcada por un borrón terminal negruzco rodeado de una fina punta blancuzca que se reducen a puntos minúsculos en las rectrices centrales. La garganta es blancuzca con apariencia ligeramente moteada de oscuro, este efecto se resalta abruptamente hacia el pecho por bandas centrales negruzcas más extensas, que aumentan de ancho hacia los lados del pecho. Este efecto se atenúa hacia el vientre, que en el centro es blancuzco. Los flancos son distintivamente anaranjados o rufescentes; las cobertoras inferiores de la cola del mismo color de los flancos, las cobertoras superiores menores son negras con discretos puntos blancos, las medianas son negruzcas teñidas de oliva con puntas blancas mayores y las cobertoras mayores son pardo oliva con puntas que van del blancuzco al pardo amarillento. Las rémiges son bordeadas del mismo color. El álula es negro con finos pero notorios márgenes blancos. Las primarias son negruzcas con márgenes débilmente anaranjado. Las cobertoras inferiores son blancas con manchas negruzcas irregulares. El maxilar es negro y la mandíbula gris; el tarso y los pies gris amarillento. El iris es marrón. La hembra presenta variación en la extensión, principalmente el ancho, de las bandas del pecho, de las marcas en la corona y cobertoras y del estriado en el manto, más pálidas.

## Distribución y hábitat
Su zona se restringe al centro de la Amazonia brasileña, sobre la orilla derecha del río Madeira en el interfluvio de los ríos Aripuanã y Machado (o Ji-Paraná): desde la orilla izquierda del alto Aripuanã hasta su confluencia con el Roosevelt, desde ese punto río arriba solamente en la margen izquierda del Roosevelt en el estado de Amazonas y extendiéndose al noroeste de Mato Grosso al sur y oeste de la orilla derecha del Machado (o Ji-Paraná) en el estado de Rondônia. Se desconocen los límites al sur.

Su hábitat es el sotobosque de bosques húmedos tropicales de tierra firme. No parece estar asociado a ninguna variedad de micro-hábitat, pero tiende a ocupar bordes de clareras, bordes de caminos, árboles caídos, u otros lugares donde la luz del sol pueda penetrar hasta el sotobosque favoreciendo el crecimiento de vegetación baja más densa.

## Estado de conservación
Fue calificada como «preocupación menor» por la IUCN. Esta especie tiene la más restringida población global entre todos los miembros del complejo Hypocnemis cantator, y la menor población entre todas las especies reconocidas de pájaros amazónicos; pero, actualmente su hábitat no se encuentra amenazado por alteraciones antropogénicas, o de otras fuentes.

### Amenazas
Es de gran preocupación, sin embargo, la fragmentación e inminente destrucción de la selva en la estrecha región de la cabecera de los ríos Machado, Aripuanã y Roosevelt, que está actualmente desprotegida y algunas de estas cuencas serán alteradas drásticamente en un futuro próximo debido a la instalación de enormes centrales hidroeléctricas.

## Comportamiento
Como los otros miembros del complejo Hypocnemis cantator forrajea en el sotobosque y solo se junta a bandadas mixtas cuando atraviesan su territorio.

### Alimentación
Su dieta consiste de insectos.

### Vocalización
El llamado común de H. rondoni es único, cuando comparado a los llamados comunes de los otros miembros del complejo H. cantator. Consiste típicamente de cuatro notas, con menos frecuencia de tres o cinco. La primera nota es corta pero usualmente embellecida con armónicos, típicamente aumenta en frecuencia, como un singular chirrido; las notas subsiguientes  son dadas en frecuencias sucesivamente más altas, aunque las dos notas finales a veces tienen la misma frecuencia. El ritmo es rápido, el más rápido de todas las otras poblaciones del complejo y rondoni nunca termina su llamado con notas ásperas como los otros miembros.

## Sistemática

### Descripción original
La especie H. rondoni fue descrita por los ornitólogos Bret M. Whitney, Morton L. Isler, Gustavo A. Bravo, Natalia Aristizábal, Fabio Schunck, Luís Fábio Silveira, Vítor de Q. Piacentini, Mario Cohn-Haft y Marco Antonio Rêgo en 2013, bajo el mismo nombre científico; localidad tipo «margen izquierda del río Roosevelt, municipio de Colniza (09°07'54"S/60°42'31"W), elevación 150 m, Mato Grosso».
El descubrimiento de esta especie fue parte de la mayor descripción de nuevas especies en 140 años, cuando, en 2013, 15 nuevas aves amazónicas fueron descritas por científicos de 3 instituciones brasileñas: Universidad de São Paulo, Museu Paraense Emílio Goeldi e Instituto Nacional de Pesquisas da Amazônia y una estadounidense: Louisiana State University.

### Etimología
El nombre genérico femenino «Hypocnemis» proviene del griego «hupo»: de alguna forma y «knēmis o knēmidos»: armadura que protege la pierna, canillera; significando «que parece tener canilleras»;  y el nombre de la especie «rondoni», conmemora al Mariscal Cândido Mariano da Silva Rondon (1865-1958), ingeniero, investigador, explorador y cartógrafo del ejército brasileño.

### Taxonomía
Los estudios de secuenciación del ADN de 63 ejemplares de las 7 especies del género Hypocnemis demostraron que la presente especie es hermana de Hypocnemis ochrogyna y que ambas son hermanas de Hypocnemis striata, siendo que esta última puede consistir en más de una especie.
Fue reconocida por el South American Classification Committee (SACC) de la American Ornithologists' Union (AOU) en la Propuesta N° 588 y es listada por las clasificaciones del Congreso Ornitológico Internacional y Clements Checklist.